# Camponotus chromaiodes
Camponotus chromaiodes är en myrart som beskrevs av Bolton 1995. Camponotus chromaiodes ingår i släktet hästmyror, och familjen myror. Inga underarter finns listade.

## Bildgalleri

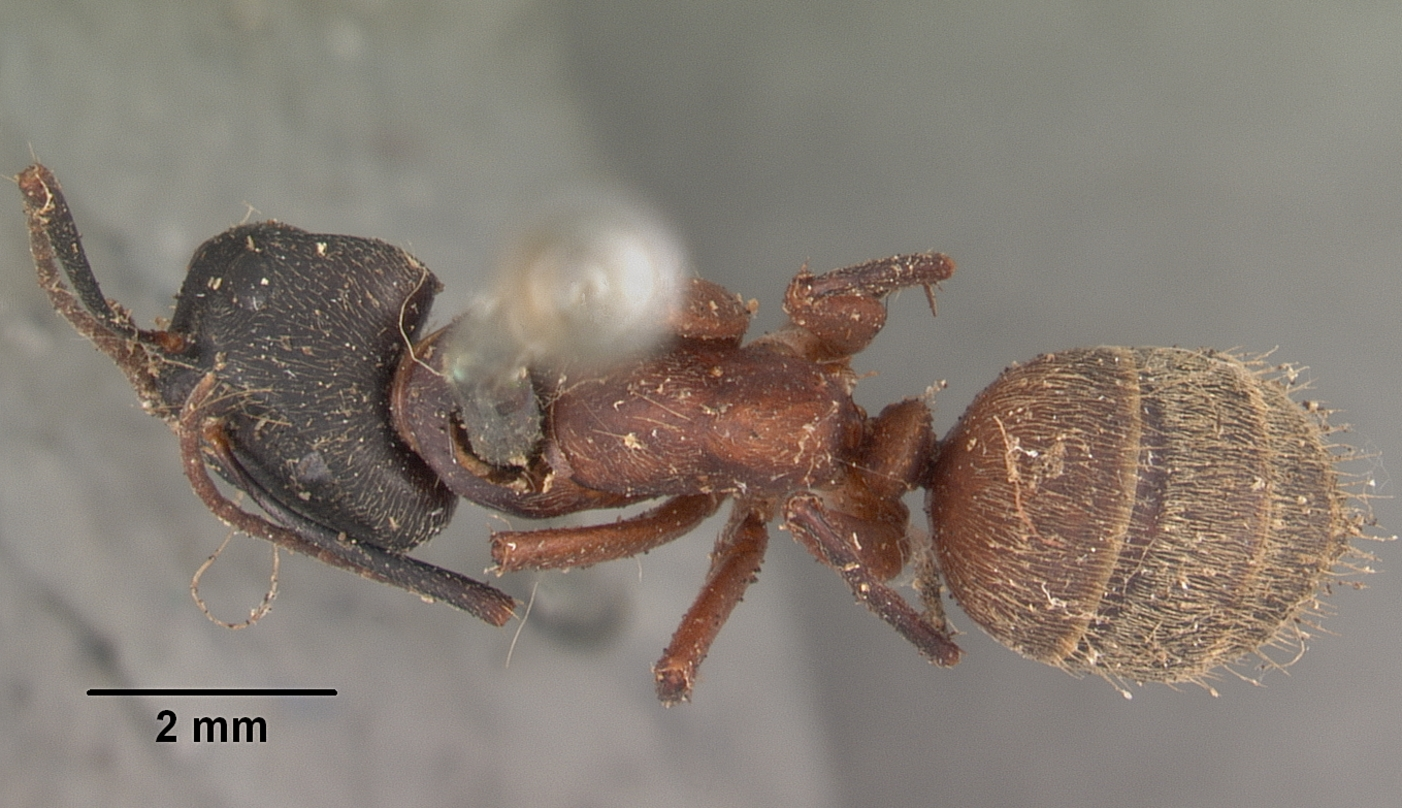
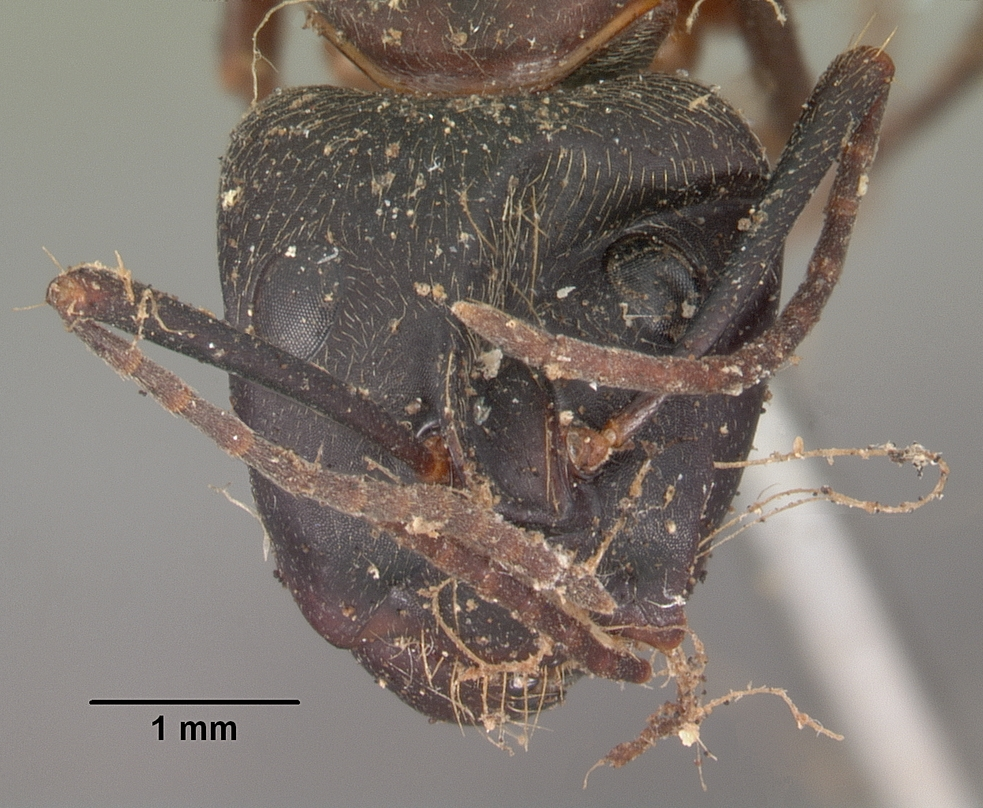
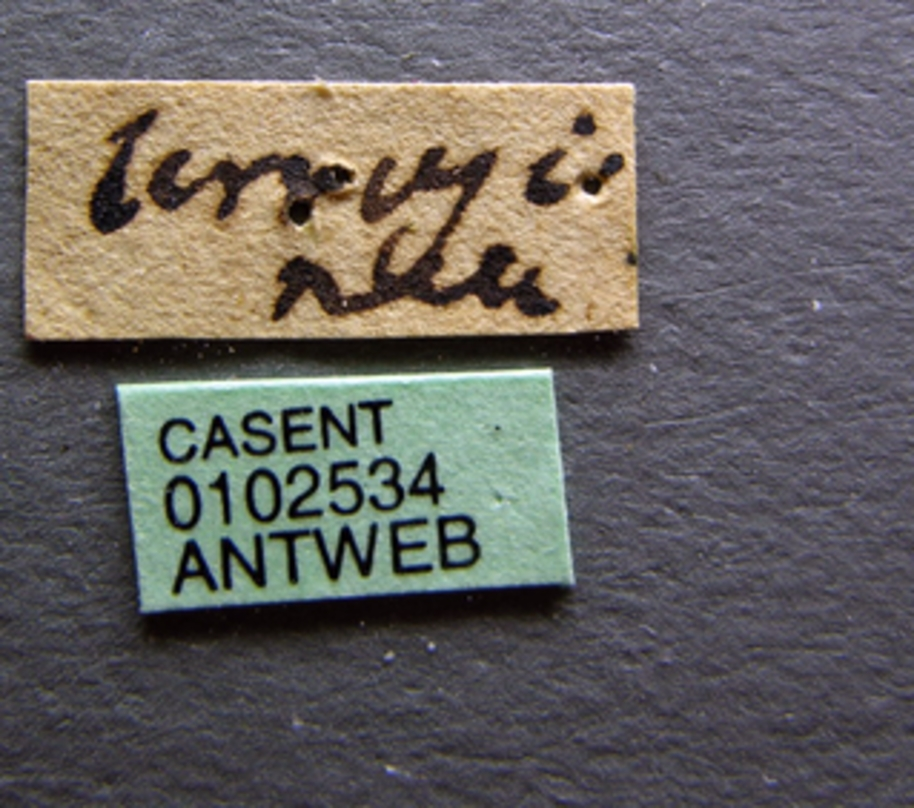
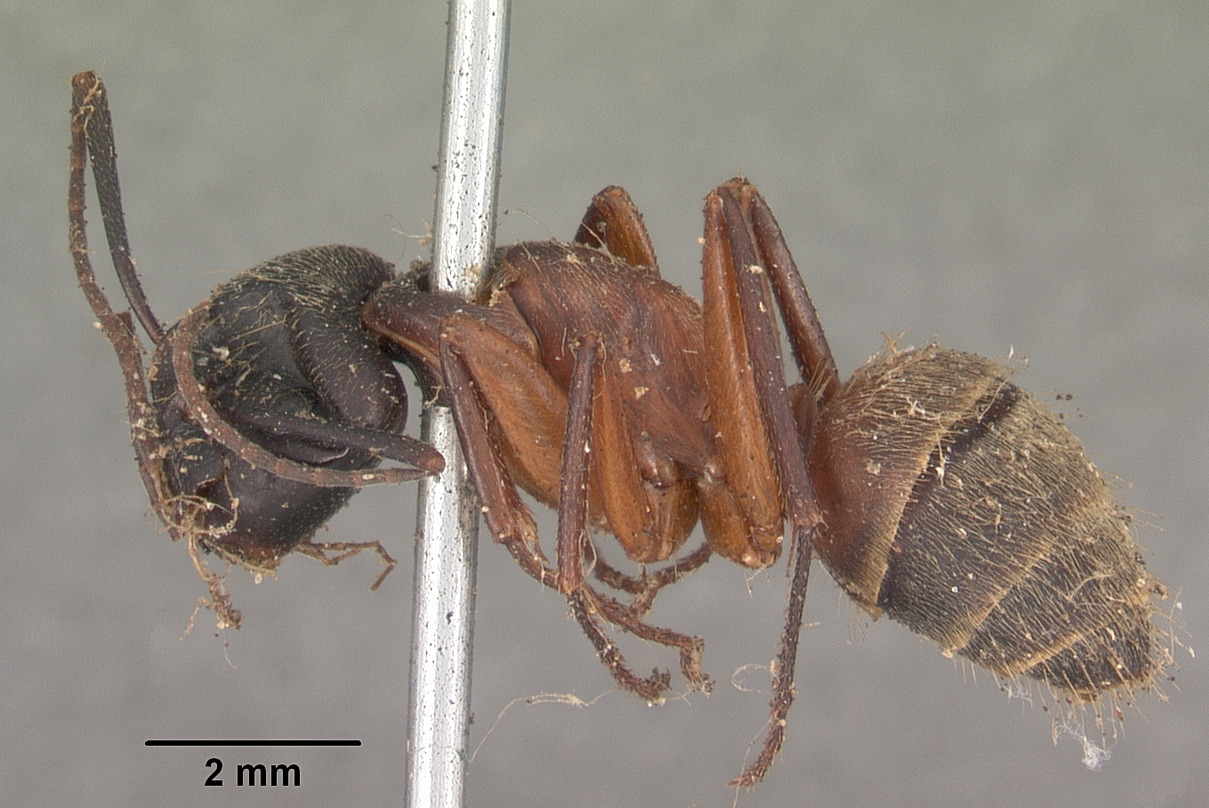
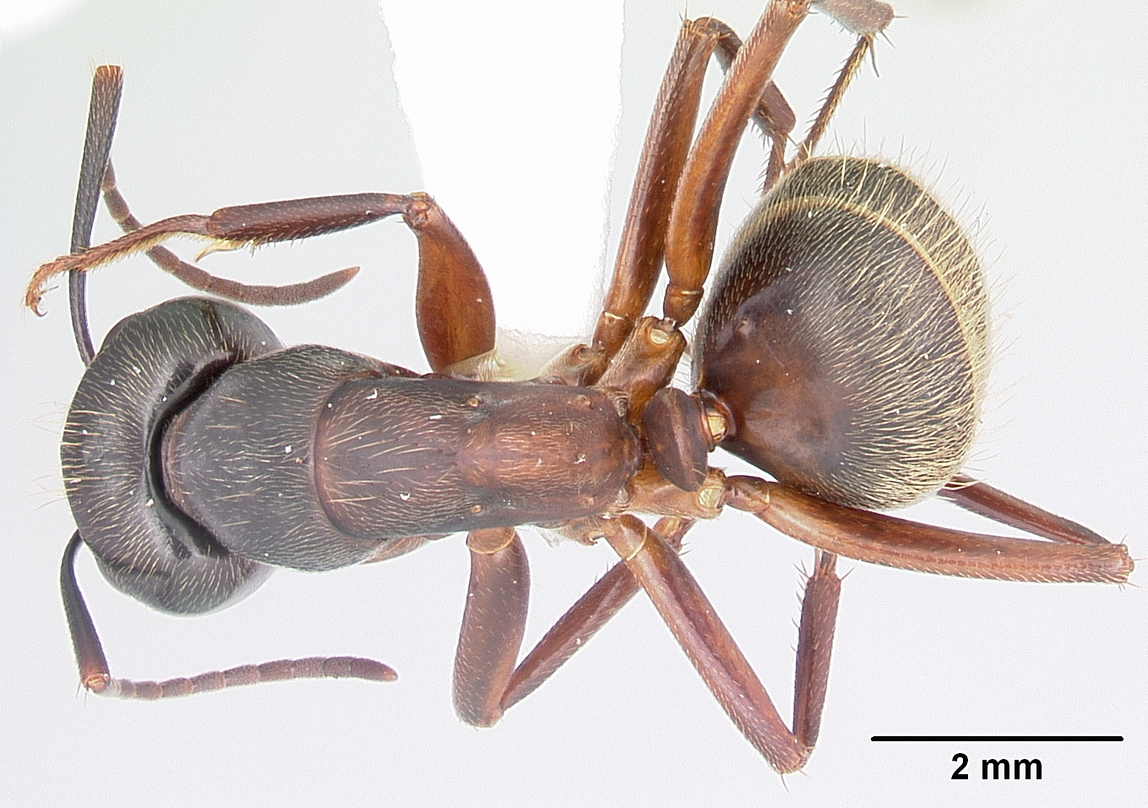
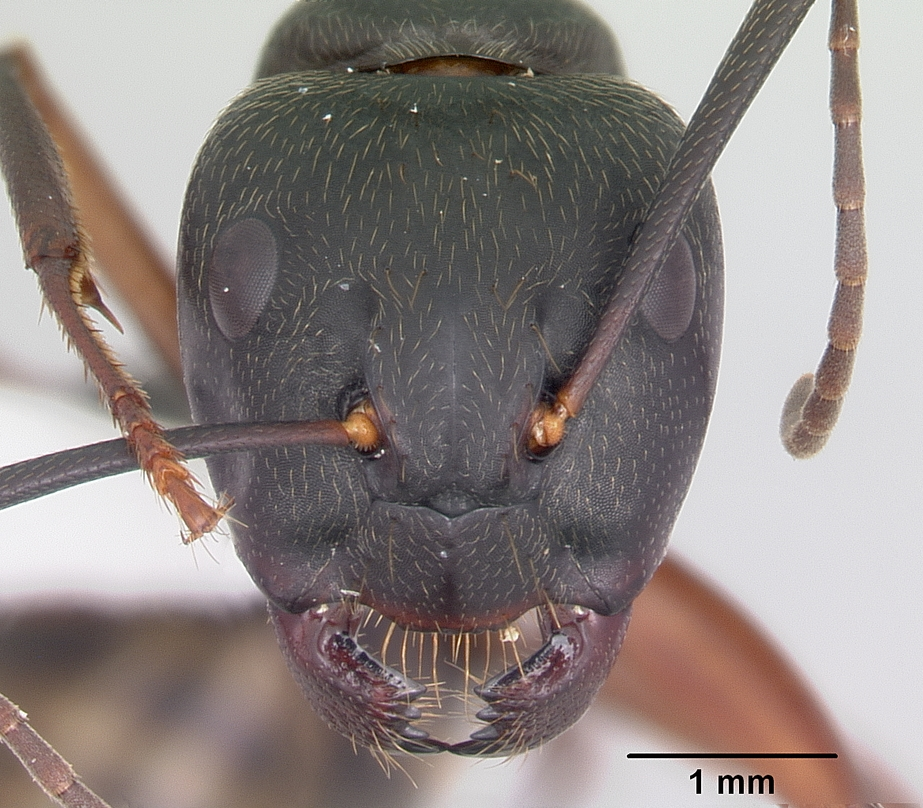